# Hyuna
Hyuna (stilisierte Schreibweise HyunA, bürgerlich Kim Hyun-ah, * 6. Juni 1992 in Seoul) ist eine südkoreanische Popsängerin der zweiten K-Pop-Generation, Rapperin, Tänzerin, Designerin und ein Model. Sie war Gründungsmitglied der Girlgroup 4minute, nachdem sie zuvor Teil der Gruppe Wonder Girls war. Am 4. Januar 2010 erschien Hyunas erste Solosingle Change in Südkorea. Weltweite Bekanntheit erlangte sie 2012 vor allem durch ihre Mitwirkung im Video Gangnam Style des K-Pop-Sängers Psy. Mit rund 25 Millionen verkauften Tonträgern und insgesamt etwa vier Milliarden Aufrufen der YouTube-Videos, in denen sie bereits mitgewirkt hat, zählt sie im asiatischen Raum sowie weltweit gegenwärtig zu den erfolgreichsten Musikern. Im Juni 2016 wurde die Girlgroup 4minute aufgelöst, im August erschien das Soloalbum A’wesome.

## Biografie
Hyuna war 2007 Gründungsmitglied der Wonder Girls, doch aus gesundheitlichen Gründen verließ sie die Gruppe während der Vorbereitungen für das Debütalbum The Wonder Years. Nach einer Pause von zwei Jahren trat sie in dem Video zu Dancing Shoes des südkoreanischen Rappers AJ auf und sang mit ihm zusammen den Musiktitel 2009. Am 15. Juni 2009 wurde sie Mitglied der Gruppe 4minute von Cube Entertainment. Gemeinsam mit UEE von After School sang sie Love Class von Mighty Mouth. Auch bei Bittersweet von Brave Brothers und Nunmuldo Akkawo („눈물도 아까워“; Wasteful Tears) von Navi hatte sie Rap-Parts. Außerdem partizipierte sie Ende 2009 zusammen mit Ga-in (Brown Eyed Girls), Seungyeon (Kara) und UEE (After School) in der Gruppe 4Tomorrow für eine Werbekampagne von Samsung.
Ab Ende 2009 bis zum Juni 2010 war Hyuna Mitglied der Reality-/Variety-Show Invincible Youth (청춘불패) des Senders KBS2. In dieser Sendung betreiben sieben Popstars aus diversen südkoreanischen Girlgroups Landwirtschaft in einem kleinen Dorf. Aufgrund Hyunas engen Terminplans und internationaler Auftritte ihrer Band 4minute verließ sie zusammen mit den Girls’-Generation-Mitgliedern Sunny und Yuri die Sendung.
Am 4. Januar 2010 erschien in Südkorea Hyunas erste Solosingle Change, die auf Anhieb den zweiten Platz der südkoreanischen GAON-Charts erreichte. Des Weiteren erhielt sie für die Single vom südkoreanische GAON Music Chart die Auszeichnung für den am meisten heruntergeladenen Musiktitel.
Am 10. Februar 2010 erschien die Single Love Parade digital zum Download, eine Zusammenarbeit von Park Yun-hwa und Hyuna. Am 16. April 2010 wurde der Song Outlaw in the Wild („황야의 무법자“) veröffentlicht, einer Kollaboration von Hyuna und dem Rapper Nassun für das E-TRIBE Project Album des Produzentenduos E-Tribe. Am 5. Juli erschien ihre erste EP Bubble Pop!. Außerdem drehte sie mit dem K-Pop-Sänger Psy das Musikvideo zu dessen Song Gangnam Style, das 2012 weltweite Bekanntheit erlangte und als das Video mit den meisten positiven Bewertungen auf YouTube ins Guinness-Buch der Rekorde aufgenommen wurde.
Im Juni 2016 löste sich die Band 4minute auf. Hyuna verfolgt nun nur noch ihre Solo-Karriere weiter.
2017 wurde das Trio Triple H gegründet, bestehend aus Hyuna, Dawn (Ex-Mitglied von Pentagon) und Hui (Pentagon). Als 2018 bekannt wurde, dass Hyuna und E’Dawn auch privat ein Paar sind, wurde die Gruppe aufgelöst. Zudem verließen beide die Agentur Cube Entertainment.
Seit Januar 2019 steht Hyuna bei Psys neuer Agentur P Nation unter Vertrag.
Am 29. August 2022 verließen Hyuna und Dawn PNation, da ihre Verträge abgelaufen sind.

## Diskografie
EPs

| Jahr | Titel Musiklabel                                | Höchstplatzierung, Gesamtwochen, AuszeichnungChartsChartplatzierungen (Jahr, Titel, Musiklabel, Platzierungen, Wochen, Auszeichnungen, Anmerkungen) | Anmerkungen                                       |
| Jahr | Titel Musiklabel                                | KR | Anmerkungen                                       |
| ---- | ----------------------------------------------- | --- | ------------------------------------------------- |
| 2011 | Bubble Pop! Cube Entertainment, Universal Music | KR7 (12 Wo.)KR | Erstveröffentlichung: 5. Juli 2011                |
| 2012 | Melting Cube Entertainment, Universal Music     | KR5 (11 Wo.)KR | Erstveröffentlichung: 22. Oktober 2012            |
| 2014 | A Talk Cube Entertainment, Universal Music      | KR3 (2 Wo.)KR | Erstveröffentlichung: 28. Juli 2014               |
| 2015 | A+ Cube Entertainment, Universal Music          | KR5 (6 Wo.)KR | Erstveröffentlichung: 21. August 2015             |
| 2016 | A’wesome Cube Entertainment, Universal Music    | KR2 (2 Wo.)KR | Erstveröffentlichung: 1. August 2016              |
| 2017 | Following Cube Entertainment, Universal Music   | KR9 (4 Wo.)KR | Erstveröffentlichung: 29. August 2017             |
| 2021 | I’m Not Cool P Nation, Kakao M                  | KR17 (4 Wo.)KR | Erstveröffentlichung: 28. Januar 2021             |
| 2021 | 1+1=1 P Nation, Kakao M                         | KR13 (4 Wo.)KR | Erstveröffentlichung: 9. September 2021; mit Dawn |
| 2022 | Nabillera P Nation                              | KR14 (1 Wo.)KR | Erstveröffentlichung: 20. Juli 2022               |
| 2024 | Attitude At Area                                | KR23 (2 Wo.)KR | Erstveröffentlichung: 2. Mai 2024                 |